# Haematopota alyta
Haematopota alyta är en tvåvingeart som beskrevs av Stone och Philip 1974. Haematopota alyta ingår i släktet Haematopota och familjen bromsar. Inga underarter finns listade i Catalogue of Life.